# Garnison Petawawa
La garnison Petawawa, est une base terrestre des Forces canadiennes situé à Petawawa, en Ontario au Canada, dont le principal rôle est de satisfaire les besoins du 2e Groupe-brigade mécanisé du Canada et du 2e Groupe de soutien de secteur, dont elle dépend.

## Situation géographique
La Garnison Petawawa est située dans la vallée d'Ottawa, plus précisément dans le comté de Renfrew, à 170 kilomètres au nord-ouest d'Ottawa. La Garnison est adjacente à la municipalité de Petawawa, tandis que la majorité de la superficie se trouve dans la municipalité de Laurentian Hills. La Garnison couvre une superficie totale de 300 km2.

## Histoire
Les origines de la Garnison Petawawa remontent à 1905, après que le gouvernement eut acheté 90 km2 de terres agricoles aux résidents locaux, pour les convertir en terrains d'entraînement militaire, nommé Camp Petawawa (officialisé en 1951) en raison de sa proximité avec la rivière Petawawa.
La région était autrefois traversée par le chemin Mattawa, une route utilisée par les explorateurs français. Également, le site de la base était autrefois une petite colonie d'immigrants allemands, travaillant durs pour construire une communauté dans un terrain sauvage et rigoureux. Certains lieux topographiques portent aujourd'hui le nom de certains de ces colons.
Déjà, durant l'été 1905, le camp est utilisé par le Royal Canadian Horse and Garrison Artillery. Puis, en 1906, les ingénieurs du Royal Canadian Engineers y construisent des huttes, des étables et diverses infrastructures d'eau et de gaz ; la même année, deux batteries du Royal Canadian Horse Artillery commencèrent le premier de nombreux voyages vers le Camp Petawawa à partir de Kingston, pour leur entraînement estival. En 1907, plusieurs exercices tactiques combinées sont menés par des membres des Royal Canadian Dragoons, Royal Canadian Horse Artillery, Royal Canadian Engineers et du Royal Canadian Regiment.
Le premier vol d'un avion militaire au Canada prit place le 31 juillet 1909, à Petawawa. Dans des conditions climatiques idéales, J.A.D. McCurdy et F.W. Baldwin pilotèrent le Silver Dart en présence d'observateurs militaires.
De décembre 1914 jusqu'à mai 1916, le camp est utilisé pour l'internement de 750 prisonniers de guerre allemands et autrichiens capturés pendant la Première Guerre mondiale. Ces prisonniers furent essentiels à l'aménagement du camp pour des tests d'artilleries.
Puis, durant la période allant de mai 1916 à 1918, 10 767 fantassins et soldats s'entraînent à Petawawa avant d'être envoyés outre-mer, toujours dans le cadre de la Première Guerre mondiale.
Pendant la Seconde Guerre mondiale, trois centres d'entraînement (deux d'artilleries et un de génie) s'établissent sur le camp. En septembre 1942, 12 515 militaires étaient stationnés à Petawawa, et un an plus tard, plus de 20000 s'y entraînent. Tout comme dans la guerre précédente, la base abrite un camp d'internement. Désigné Camp No. 33, il y garde 645 détenus. Il y avait des prisonniers de 28 nationalités différentes, la majorité étant des Italiens et des Allemands. À partir du 10 juin 1940, au moment où le Canada déclare la guerre à l'Italie, la GRC arrête 632 Italiens,. Les Italiens internés sont des ressortissants vivant au Canada ou des Canadiens d'origine italienne suspectés d'appartenir à des groupes fascistes. À Petawawa, les prisonniers commencent à être libérés au début de janvier 1942,. Camilien Houde, alors maire de Montréal, est interné à Petawawa le 5 août 1940, puis transféré au camp de Fredericton en 1941. Il est arrêté par la GRC à la suite de son opposition à l'enregistrement national qu'il perçoit comme une étape vers la conscription. Après quatre ans d'internement, il est libéré le 17 août 1944. En 1940, l'artiste Guido Nincheri est arrêté à Baie-Comeau pour avoir ajouté, à la demande du clergé italo-montréalais, Benito Mussolini à la fresque de l'Église Notre-Dame-de-la-Défense dans La Petite-Italie à Montréal. Pendant son internement de trois mois en tant que sympathisant fasciste, il réalise le portrait de Camilien Houde.
En 1947, deux ans après la Seconde Guerre mondiale, l'entraînement d'unités régulières et de milices de l'Armée canadienne est rétabli, et en 1948, le 1er bataillon du Royal Canadian Regiment ainsi que le Royal Canadian Dragoons s'installent à Petawawa, et en 1951, le camp reçut le statut de camp permanent, officialisant son appellation : Camp Petawawa.
Les années suivantes, les constructions continuent, en vue d'accommoder plus d'unités, d'écoles et de logements. Pendant la guerre de Corée, différentes unités dont la 2nd Royal Canadian Horse Artillery, la 8th Hussars, la Princess Patricia's Canadian Light Infantry et le1st Battalion, Royal Canadian Regiment) sont réunies à Petawawa avant leur transfert aux États-Unis et ultimement, pour la Corée.
Le 2e Groupe-brigade d'infanterie du Canada est stationné à Petawawa dès son retour d'Allemagne, en 1959, puis renommé 2e Groupe de combat en 1966.
Le 1er février 1968, en raison de l'unification des Forces canadiennes, Camp Petawawa est renommé Base des Forces canadiennes (BFC) Petawawa, et est placé sous le Commandement mobile; cependant ses opérations ne sont pas affectées.

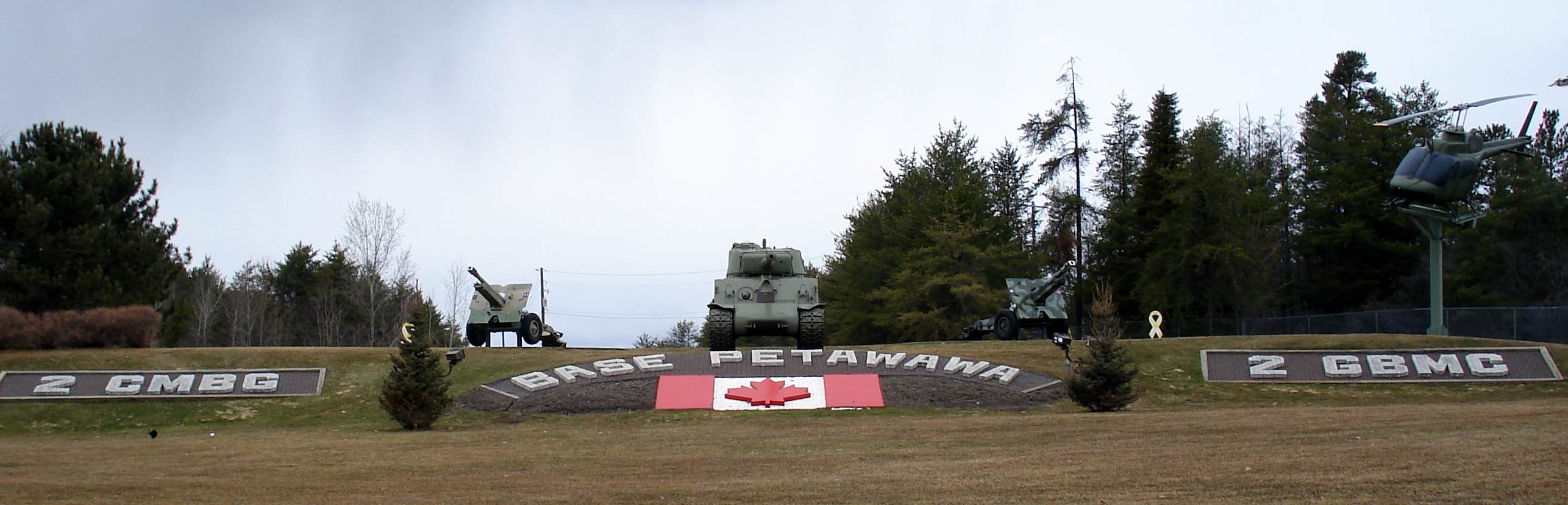
L'entrée de la Garnison Petawawa.

Le 1er avril 1977, le 2e Groupe de combat est désactivé et est combiné avec le Canadian Airborne Regiment pour devenir la Special Service Force. Finalement, en 1995, dans le cadre d'une restructuration des Forces canadiennes, l'unité sera renommé en 2e Groupe-brigade mécanisé du Canada.
En 2005, la base célèbre ses 100 ans d'histoire et plusieurs festivités sont planifiés avec la communauté pour fêter cet évènement historique.

## Opérations

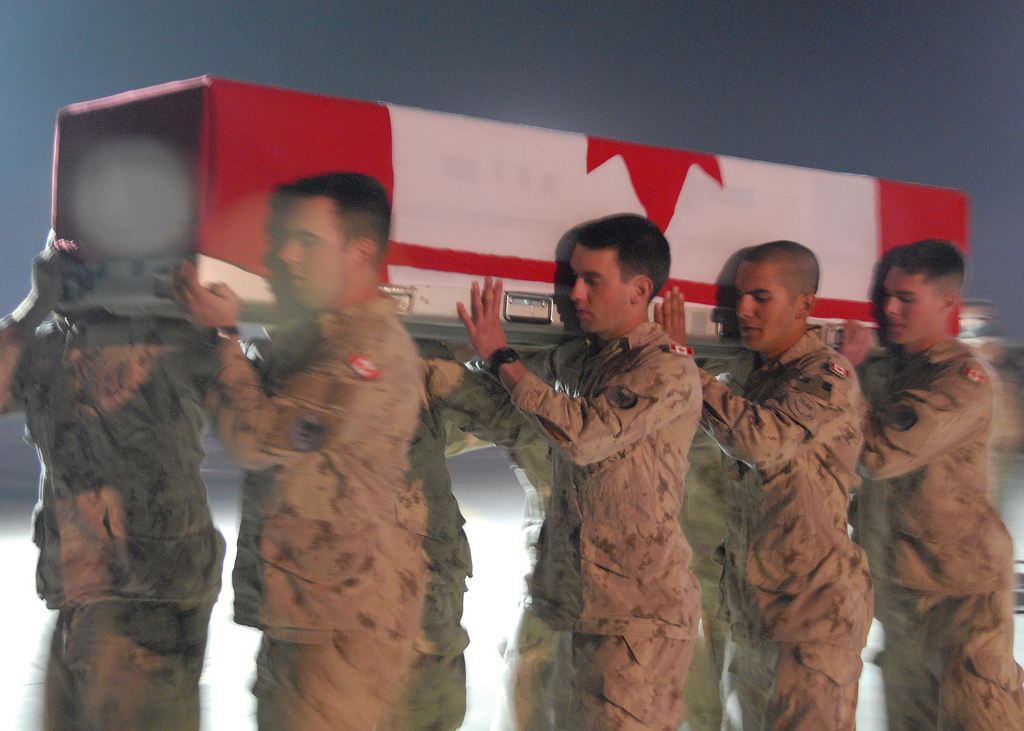
Un soldat canadien de la base de Petawawa, tombé au combat en Afghanistan, est rapatrié au pays.

6 100 personnes travaillent sur la base de Petawawa, dont environ 5 100 militaires, sous le 2e Groupe de soutien de secteur, le 2e Groupe-brigade mécanisé du Canada, ou d'autres unités logées sur la base. Les militaires de Petawawa sont fréquemment déployés, dont des tours en Bosnie pendant les années 1990, et, plus récemment, en Afghanistan. En 2006, des soldats du groupement tactique du 1st battalion, the Royal Canadian Regiment, basés à Petawawa, participeront à la Bataille de Panjwai, une des plus meurtrières opérations de combat pour le Canada depuis la Seconde Guerre mondiale, et qui signera la mort de 16 soldats canadiens en juillet et septembre, dont 12 en moins de 15 jours, pendant l'Opération Méduse.

## Unités

### Groupe de soutien de la4eDivision du Canada
La formation a été établie en tant que le 2e Groupe de soutien de secteur, le 4 février 1999, avec son siège social à Toronto, en Ontario. Le quartier général a été transféré à la garnison de Petawawa de Toronto le 28 septembre 2006. En juillet 2013, la formation a été rebaptisée Groupe de soutien de la 4e Division du Canada.

### 2eGroupe-brigade mécanisé du Canada
Le 2e Groupe-brigade mécanisé du Canada (2GBMC) (en anglais : 2 Canadian Mechanized Brigade-Group) rassemble les unités de la Force régulière du Secteur du Centre de la Force terrestre et une unité du Secteur de l'Atlantique de la Force terrestre (le 2e Battalion du Royal Canadian Regiment).